# Saison 1930 de la NFL
Navigation
Édition précédente Édition suivante
La saison 1930 de la NFL est la 11e saison de la National Football League. Elle voit le sacre des Packers de Green Bay.
La franchise des Triangles de Dayton est transférée à Brooklyn et rebaptisée les Dodgers de Broolyn. La franchise des Spartans de Portsmouth rejoint la NFL.
George Halas arrête sa carrière de joueur et devient entraineur principal des Bears de Chicago. L'entraineur assistant des Bears, Ralph Jones, redéfinit l'alignement en T en introduisant des wide ends et un halfback en mouvement.